# Saint-Cyr-en-Pail
Saint-Cyr-en-Pail là một xã của tỉnh Mayenne, thuộc vùng Pays de la Loire, tây bắc nước Pháp.